# O Livro dos Nós
O Livro dos Nós — de Trabalhos e Decorativos é um livro sobre nós escrito por Arnaldo Belmiro e publicado pela Ediouro Publicações Ltda. É  publicado em acabamento brochura e tamanho médio.
O livro ensina vários tipos de nós, noções, partes de corda, nós sobre cordões, nós de pescaria etc. Aborda também macramé. A obra relata mais de cem tipos de nós.
A primeira edição data de 1987. Contém 134–144 páginas (dependendo da edição) com ilustrações e esquemas em preto e branco.
Já são mais de 10 edições, sendo sua última de 2004, sendo até hoje encontrado e vendido em livrarias.
É tido como uma referência na área de nós e marinharia no Brasil.
ISBN 85-00-20805-8 e ISBN 13/EAN 9788500016400.

## Capítulos
- Índice
- Partes de Uma Corda
- Nós Básicos
- Nós Sobre Cordões
- Outros Nós
- Nós de Pescadores de Linha
- O que É Macramê